# Draft da NBA de 2023
O Draft da NBA de 2023 foi realizado em 22 de junho de 2023 no Barclays Center, em Brooklyn na cidade de Nova York. O draft começou às 8:00 p.m. Eastern Time Zone (00:00 UTC) e foi transmitido nos Estados Unidos pela ESPN e pela ABC, esta última somente transmitiu o primeiro round. Neste draft, as equipes da National Basketball Association (NBA) se revezam selecionando novatos das universidades nos Estados Unidos e outros jogadores elegíveis, incluindo jogadores internacionais. Nesse ano foi apenas concedido 58 escolhas para as franquias, diferente das tradicionais 60 por conta da violação das regras da agência livre cometidas por Chicago Bulls e Philadelphia 76ers, que perderam, cada uma, uma escolha de segunda rodada.

## Combine
O 9º G League Elite Camp ocorreu nos dias 13 e 14 de maio, de onde certos participantes foram selecionados para participar do principal combine do draft. A principal parte do combine do draft da NBA de 2023 foi realizada de 15 a 21 de maio em Chicago, Illinois.

## Loteria
A loteria do draft da NBA foi realizada em 16 de maio.
| Time                   | 2022–23 | Chances | Probabilidades | Probabilidades | Probabilidades | Probabilidades | Probabilidades | Probabilidades | Probabilidades | Probabilidades | Probabilidades | Probabilidades | Probabilidades | Probabilidades | Probabilidades | Probabilidades |
| Time                   | 2022–23 | Chances | 1st            | 2nd            | 3rd            | 4th            | 5th            | 6th            | 7th            | 8th            | 9th            | 10th           | 11th           | 12th           | 13th           | 14th           |
| ---------------------- | ------- | ------- | -------------- | -------------- | -------------- | -------------- | -------------- | -------------- | -------------- | -------------- | -------------- | -------------- | -------------- | -------------- | -------------- | -------------- |
| Detroit Pistons        | 17–65   | 140     | 14.0%          | 13.4%          | 12.7%          | 12.0%          | 47.9%          | –              | –              | –              | –              | –              | –              | –              | –              | –              |
| Houston Rockets        | 22–60   | 140     | 14.0%          | 13.4%          | 12.7%          | 12.0%          | 27.8%          | 20.0%          | –              | –              | –              | –              | –              | –              | –              | –              |
| San Antonio Spurs      | 22–60   | 140     | 14.0%          | 13.4%          | 12.7%          | 12.0%          | 14.8%          | 26.0%          | 7.0%           | –              | –              | –              | –              | –              | –              | –              |
| Charlotte Hornets      | 27–55   | 125     | 12.5%          | 12.2%          | 11.9%          | 11.5%          | 7.2%           | 25.7%          | 16.8%          | 2.2%           | –              | –              | –              | –              | –              | –              |
| Portland Trail Blazers | 33–49   | 105     | 10.5%          | 10.5%          | 10.6%          | 10.5%          | 2.2%           | 19.6%          | 26.7%          | 8.7%           | 0.6%           | –              | –              | –              | –              | –              |
| Orlando Magic          | 34–48   | 90      | 9.0%           | 9.2%           | 9.4%           | 9.6%           | –              | 8.6%           | 29.7%          | 20.6%          | 3.7%           | 0.2%           | –              | –              | –              | –              |
| Indiana Pacers         | 35–47   | 68      | 6.8%           | 7.1%           | 7.5%           | 7.9%           | –              | –              | 19.7%          | 35.6%          | 13.8%          | 1.4%           | <0.1%          | –              | –              | –              |
| Washington Wizards     | 35–47   | 67      | 6.7%           | 7.0%           | 7.4%           | 7.8%           | –              | –              | –              | 32.9%          | 31.1%          | 6.6%           | 0.4%           | <0.1%          | –              | –              |
| Utah Jazz              | 37–45   | 45      | 4.5%           | 4.8%           | 5.2%           | 5.7%           | –              | –              | –              | –              | 50.7%          | 25.9%          | 3.0%           | 0.1%           | <0.1%          | –              |
| Dallas Mavericks       | 38–44   | 30      | 3.0%           | 3.3%           | 3.6%           | 4.0%           | –              | –              | –              | –              | –              | 65.9%          | 19.0%          | 1.2%           | <0.1%          | <0.1%          |
| Chicago Bulls          | 40–42   | 18      | 1.8%           | 2.0%           | 2.2%           | 2.5%           | –              | –              | –              | –              | –              | –              | 77.6%          | 13.5%          | 0.4%           | <0.1%          |
| Oklahoma City Thunder  | 40–42   | 17      | 1.7%           | 1.9%           | 2.1%           | 2.4%           | –              | –              | –              | –              | –              | –              | –              | 85.2%          | 6.7%           | 0.1%           |
| Toronto Raptors        | 41–41   | 10      | 1.0%           | 1.1%           | 1.2%           | 1.4%           | –              | –              | –              | –              | –              | –              | –              | –              | 92.9%          | 2.3%           |
| New Orleans Pelicans   | 42–40   | 5       | 0.5%           | 0.6%           | 0.6%           | 0.7%           | –              | –              | –              | –              | –              | –              | –              | –              | –              | 97.6%          |

## Escolhas

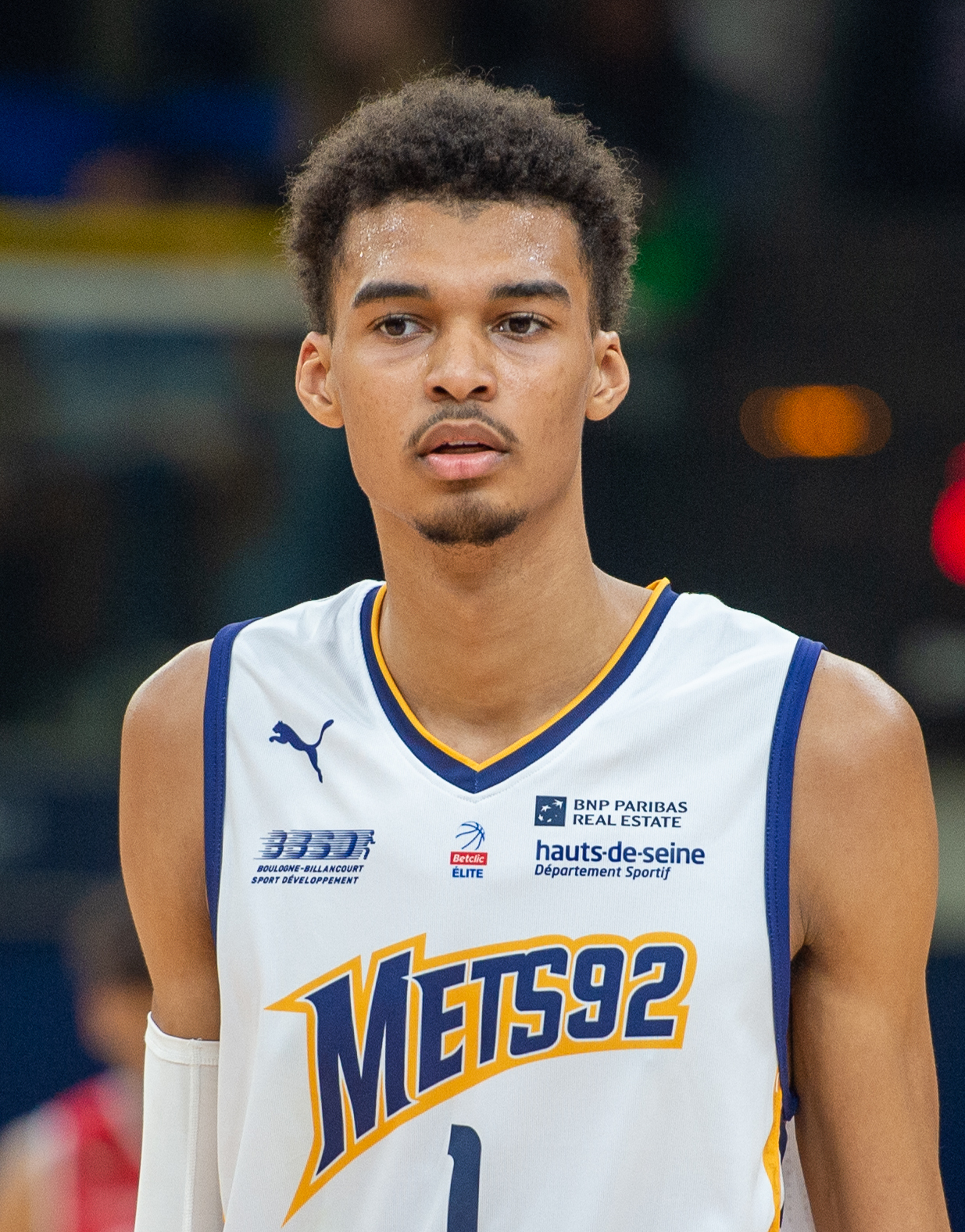
Victor Wembanyama, 1ª escolha, feita pelo San Antonio Spurs.

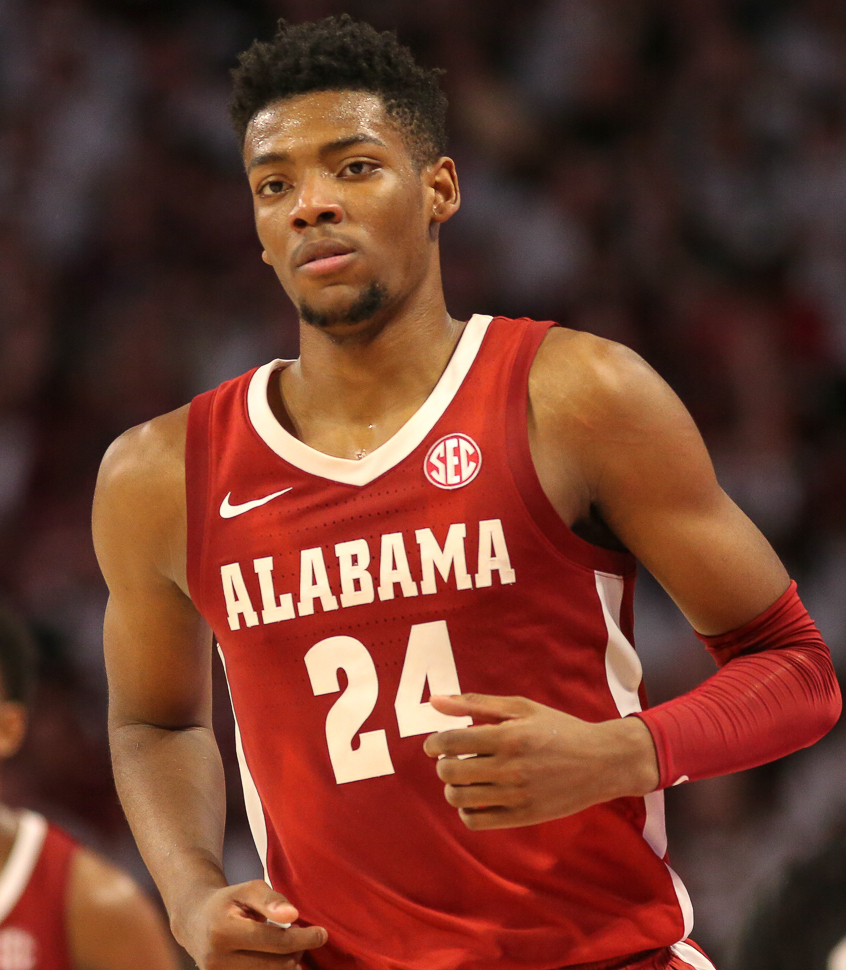
Brandon Miller, 2ª escolha, feita pelo Charlotte Hornets.

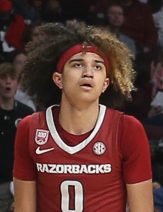
Anthony Black, 6ª escolha, selecionado pelo Orlando Magic.

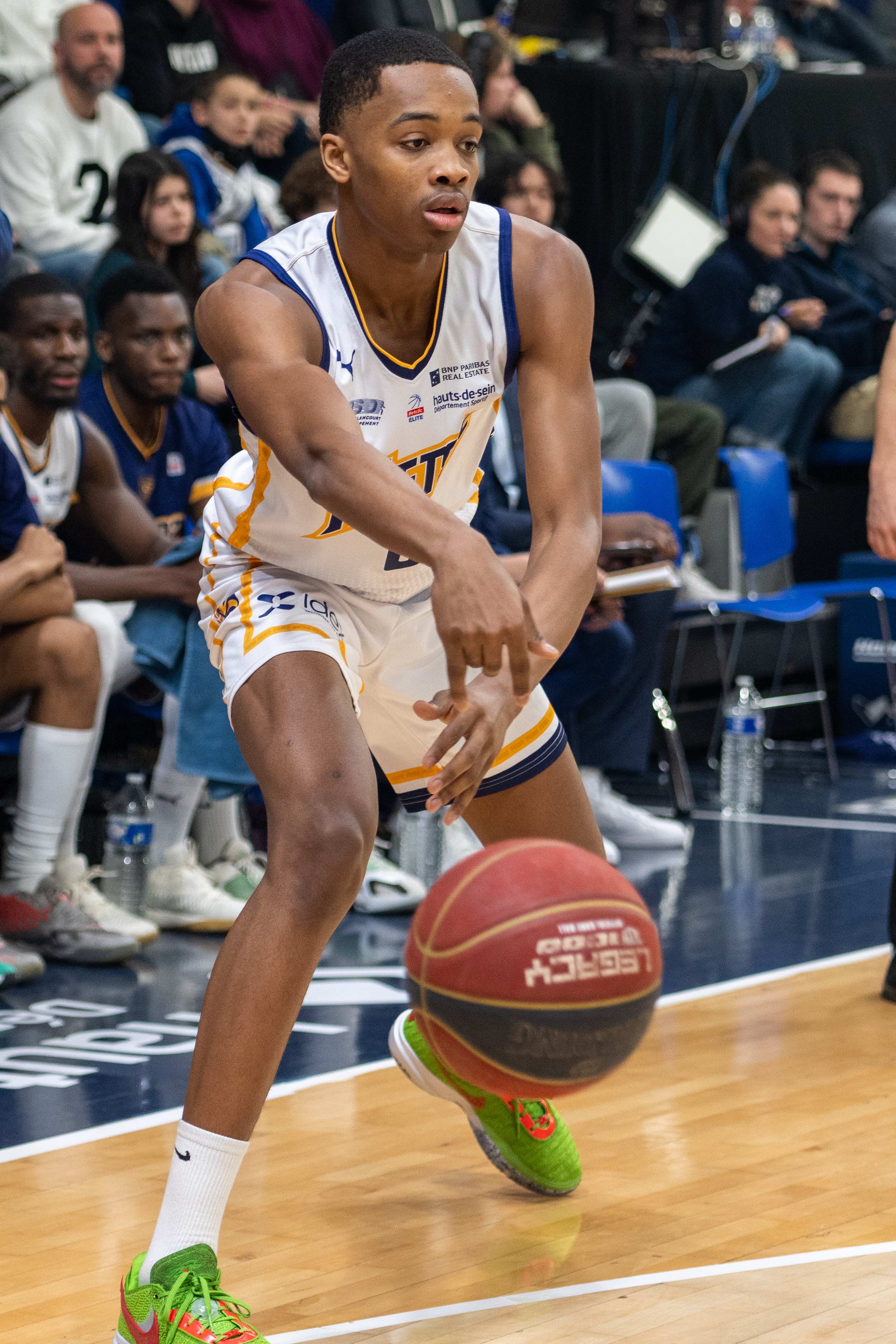
Bilal Coulibaly, 7ª escolha, feita pelo Indiana Pacers, trocado para o Washington Wizards.

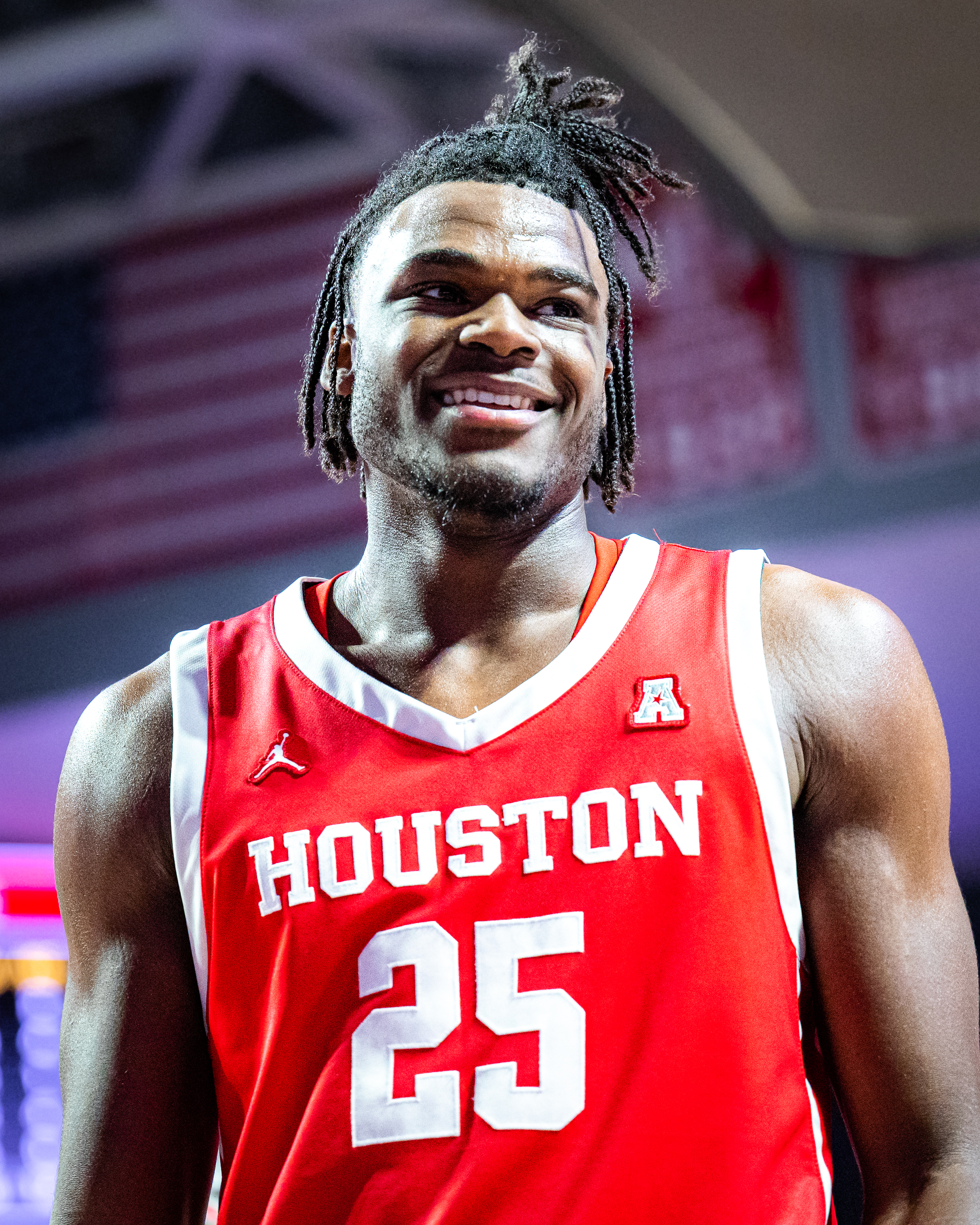
Jarace Walker, 8ª escolha, feita pelo Washington Wizards, trocado para o Indiana Pacers.

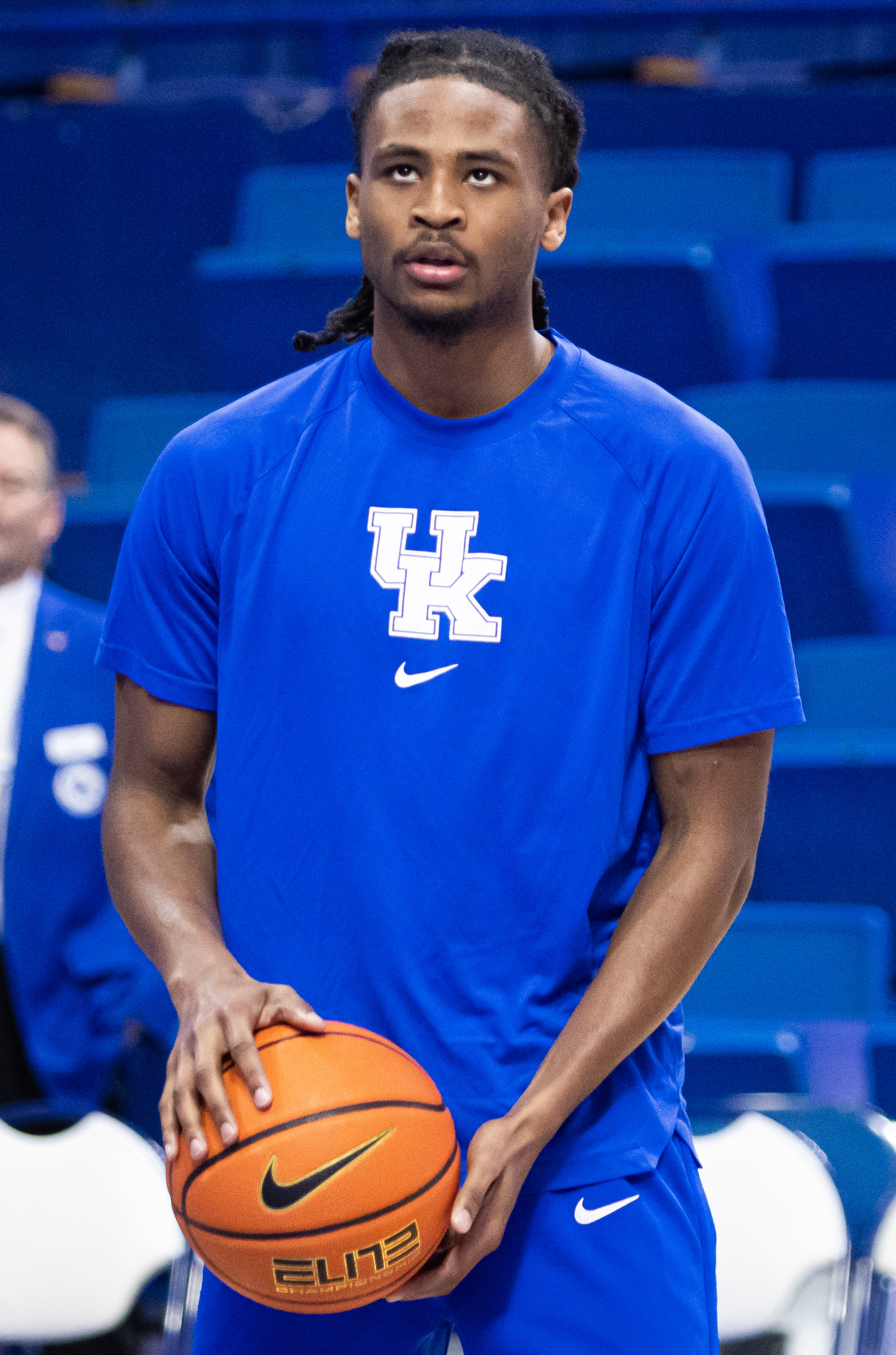
Cason Wallace, 10ª escolha, feita pelo Dallas Mavericks, trocado para Oklahoma City Thunder.

|  | Jogadores que foram selecionados para o Primeiro Time do NBA All-Rookie Team de 2024 |
|  | Jogadores que foram selecionados para o Segundo Time do NBA All-Rookie Team de 2024  |
|  | Eleito o NBA Rookie of the Year                                                      |

| PG | Armador     |
| SG | Ala-armador |
| SF | Ala         |
| PF | Ala-pivô    |
| C  | Pivô        |

### Primeira rodada
| Escolha | Nome                    | Posição | Nacionalidade    | Time                                        | Universidade/Time |
| ------- | ----------------------- | ------- | ---------------- | ------------------------------------------- | ----------------- |
| 1       | Victor Wembanyama       | PF/C    | França           | San Antonio Spurs                           | Metropolitans 92  |
| 2       | Brandon Miller          | SF/SG   | Estados Unidos   | Charlotte Hornets                           | Alabama           |
| 3       | Scoot Henderson         | PG      | Estados Unidos   | Portland Trail Blazers                      | G League Ignite   |
| 4       | Amen Thompson           | PG      | Estados Unidos   | Houston Rockets                             | City Reapers      |
| 5       | Ausar Thompson          | SG/SF   | Estados Unidos   | Detroit Pistons                             | City Reapers      |
| 6       | Anthony Black           | SG/PG   | Estados Unidos   | Orlando Magic                               | Arkansas          |
| 7       | Bilal Coulibaly         | SF      | França           | Indiana Pacers (trocado para Washington)    | Metropolitans 92  |
| 8       | Jarace Walker           | PF/SF   | Estados Unidos   | Washington Wizards (trocado para Indiana)   | Houston           |
| 9       | Taylor Hendricks        | PF      | Estados Unidos   | Utah Jazz                                   | UCF               |
| 10      | Cason Wallace           | PG/SG   | Estados Unidos   | Dallas Mavericks (trocado para OKC Thunder) | Kentucky          |
| 11      | Jett Howard             | SF      | Estados Unidos   | Orlando Magic                               | Michigan          |
| 12      | Dereck Lively II        | C       | Estados Unidos   | Oklahoma City Thunder (trocado para Dallas) | Duke              |
| 13      | Gradey Dick             | SF/SG   | Estados Unidos   | Toronto Raptors                             | Kansas            |
| 14      | Jordan Hawkins          | SG      | Estados Unidos   | New Orleans Pelicans                        | UConn             |
| 15      | Kobe Bufkin             | SG      | Estados Unidos   | Atlanta Hawks                               | Michigan          |
| 16      | Keyonte George          | SG      | Estados Unidos   | Utah Jazz                                   | Baylor            |
| 17      | Jalen Hood-Schifino     | SG      | Estados Unidos   | Los Angeles Lakers                          | Indiana           |
| 18      | Jaime Jaquez Jr.        | SF      | EUA / México     | Miami Heat                                  | UCLA              |
| 19      | Brandin Podziemski      | SG      | Estados Unidos   | Golden State Warriors                       | Santa Clara       |
| 20      | Cam Whitmore            | SF      | Estados Unidos   | Houston Rockets                             | Villanova         |
| 21      | Noah Clowney            | PF      | Estados Unidos   | Denver Nuggets                              | Alabama           |
| 22      | Dariq Whitehead         | SG      | Estados Unidos   | Brooklyn Nets                               | Duke              |
| 23      | Kris Murray             | PF      | Estados Unidos   | Portland Trail Blazers                      | Iowa              |
| 24      | Olivier-Maxence Prosper | SF      | Canadá           | Sacramento Kings (trocado para Dallas)      | Marquette         |
| 25      | Marcus Sasser           | PG      | Estados Unidos   | Memphis Grizzlies (trocado para Detroit)    | Houston           |
| 26      | Ben Sheppard            | SG      | Estados Unidos   | Indiana Pacers                              | Belmont           |
| 27      | Nick Smith Jr.          | SG      | Estados Unidos   | Charlotte Hornets                           | Arkansas          |
| 28      | Brice Sensabaugh        | SF      | Estados Unidos   | Utah Jazz                                   | Ohio State        |
| 29      | Julian Strawther        | SF      | Porto Rico / EUA | Indiana Pacers (trocado para Denver)        | Gonzaga           |
| 30      | Kobe Brown              | PF      | Estados Unidos   | Los Angeles Clippers                        | Missouri          |

### Segunda rodada
| Escolha | Nome                                                                           | Posição                                                                        | Nacionalidade                                                                  | Time                                                                           | Universidade/Time                                                              |
| ------- | ------------------------------------------------------------------------------ | ------------------------------------------------------------------------------ | ------------------------------------------------------------------------------ | ------------------------------------------------------------------------------ | ------------------------------------------------------------------------------ |
| 31      | James Nnaji                                                                    | C                                                                              | Nigéria                                                                        | Detroit Pistons (trocado para Charlotte)                                       | FC Barcelona                                                                   |
| 32      | Jalen Pickett                                                                  | SG                                                                             | Estados Unidos                                                                 | Indiana Pacers (trocado para Denver)                                           | Penn State                                                                     |
| 33      | Leonard Miller                                                                 | SF                                                                             | Canadá                                                                         | San Antonio Spurs (trocado para Minnesota)                                     | G League Ignite                                                                |
| 34      | Colby Jones                                                                    | SG                                                                             | Estados Unidos                                                                 | Charlotte Hornets (trocado para Sacramento)                                    | Xavier                                                                         |
| 35      | Julian Phillips                                                                | SF                                                                             | Estados Unidos                                                                 | Washington Wizards (trocado para Chicago)                                      | Tennessee                                                                      |
| 36      | Andre Jackson Jr.                                                              | SG                                                                             | Estados Unidos                                                                 | Orlando Magic (trocado para Milwaukee)                                         | UConn                                                                          |
| 37      | Hunter Tyson                                                                   | SF                                                                             | Estados Unidos                                                                 | Oklahoma City Thunder (trocado para Denver)                                    | Clemson                                                                        |
| 38      | Jordan Walsh                                                                   | SF                                                                             | Estados Unidos                                                                 | Sacramento Kings (trocado para Boston)                                         | Arkansas                                                                       |
| 39      | Mouhamed Gueye                                                                 | PF                                                                             | Senegal                                                                        | Charlotte Hornets (trocado para Atlanta)                                       | Washington State                                                               |
| 40      | Maxwell Lewis                                                                  | SF                                                                             | Estados Unidos                                                                 | Denver Nuggets (trocado para LA Lakers)                                        | Pepperdine                                                                     |
| 41      | Amari Bailey                                                                   | SG                                                                             | Estados Unidos                                                                 | Charlotte Hornets                                                              | UCLA                                                                           |
| 42      | Tristan Vukčević                                                               | PF/C                                                                           | Sérvia                                                                         | Washington Wizards                                                             | Partizan Belgrado                                                              |
| 43      | Rayan Rupert                                                                   | SG                                                                             | França                                                                         | Portland Trail Blazers                                                         | New Zealand Breakers                                                           |
| 44      | Sidy Cissoko                                                                   | SG/SF                                                                          | França                                                                         | San Antonio Spurs                                                              | G League Ignite                                                                |
| 45      | G. G. Jackson                                                                  | PF                                                                             | Estados Unidos                                                                 | Memphis Grizzlies                                                              | Carolina do Sul                                                                |
| 46      | Seth Lundy                                                                     | SG                                                                             | Estados Unidos                                                                 | Atlanta Hawks                                                                  | Penn State                                                                     |
| 47      | Mojave King                                                                    | SG                                                                             | Nova Zelândia                                                                  | Los Angeles Lakers (trocado para Indiana)                                      | G League Ignite                                                                |
| 48      | Jordan Miller                                                                  | SF                                                                             | Estados Unidos                                                                 | Los Angeles Clippers                                                           | Miami                                                                          |
| 49      | Emoni Bates                                                                    | SF                                                                             | Estados Unidos                                                                 | Cleveland Cavaliers                                                            | Eastern Michigan                                                               |
| 50      | Keyontae Johnson                                                               | SF                                                                             | Estados Unidos                                                                 | Oklahoma City Thunder                                                          | Kansas State                                                                   |
| 51      | Jalen Wilson                                                                   | SF                                                                             | Estados Unidos                                                                 | Brooklyn Nets                                                                  | Kansas                                                                         |
| 52      | Toumani Camara                                                                 | SF/PF                                                                          | Bélgica                                                                        | Phoenix Suns                                                                   | Dayton                                                                         |
| 53      | Jaylen Clark                                                                   | SG                                                                             | Estados Unidos                                                                 | Minnesota Timberwolves                                                         | UCLA                                                                           |
| 54      | Jalen Slawson                                                                  | SF                                                                             | Estados Unidos                                                                 | Sacramento Kings                                                               | Furman                                                                         |
| 55      | Isaiah Wong                                                                    | PG                                                                             | Estados Unidos                                                                 | Indiana Pacers                                                                 | Miami                                                                          |
| 56      | Tarik Biberović                                                                | SF                                                                             | Bósnia e Herzegovina                                                           | Memphis Grizzlies                                                              | Fenerbahçe SK                                                                  |
| 57      | Chicago Bulls (de Denver via Cleveland; perdida devido a violação de tampering | Chicago Bulls (de Denver via Cleveland; perdida devido a violação de tampering | Chicago Bulls (de Denver via Cleveland; perdida devido a violação de tampering | Chicago Bulls (de Denver via Cleveland; perdida devido a violação de tampering | Chicago Bulls (de Denver via Cleveland; perdida devido a violação de tampering |
| 58      | Philadelphia 76ers (perdida devido a violação de tampering)                    | Philadelphia 76ers (perdida devido a violação de tampering)                    | Philadelphia 76ers (perdida devido a violação de tampering)                    | Philadelphia 76ers (perdida devido a violação de tampering)                    | Philadelphia 76ers (perdida devido a violação de tampering)                    |
| 59      | Trayce Jackson-Davis                                                           | PF/C                                                                           | Estados Unidos                                                                 | Washington Wizards (trocado para Warriors)                                     | Indiana                                                                        |
| 60      | Chris Livingston                                                               | SF                                                                             | Estados Unidos                                                                 | Milwaukee Bucks                                                                | Kentucky                                                                       |

## Trocas
As trocas pós-draft são feitas após o início do draft. Essas trocas geralmente não são confirmadas até o dia seguinte ou após o início oficial da agência livre.
1. 23 de Junho de 2023: Washington Wizards para Indiana Pacers (troca entre três equipes com o Phoenix Suns)[4]
  - Washington adquiriu os direitos de draft de Bilal Coulibaly, Chris Paul, Landry Shamet, seis futuras escolhas de segunda rodada, quatro trocas de escolhas futuras e considerações em dinheiro
  - Indiana adquiriu os direitos de draft de Jarace Walker e duas futuras escolhas de segunda rodada
  - Phoenix adquiriu Bradley Beal, Jordan Goodwin e Isaiah Todd
2. 6 de Julho de 2023: Dallas Mavericks para Oklahoma City Thunder[5]
  - Oklahoma City adquiriu os direitos de draft de Cason Wallace e Dāvis Bertāns
  - Dallas adquiriu os direitos de draft de Dereck Lively II
3. 6 de Julho de 2023: Sacramento Kings para Dallas Mavericks[6]
  - Dallas adquiriu Richaun Holmes e os direitos de draft de Olivier-Maxence Prosper
  - Sacramento adquiriu considerações em dinheiro
4. 22 de Junho de 2023: Memphis Grizzlies para Boston Celtics (troca entre três equipes com o Washington Wizards)[7]
  - Boston adquiriu Kristaps Porziņģis, a escolha de primeira rodada de 2023 do Memphis e uma escolha de primeira rodada protegida de 2024
  - Memphis adquiriu Marcus Smart
  - Washington adquiriu Tyus Jones, Mike Muscala, Danilo Gallinari e a escolha de segunda rodada de 2023 do Portland
5. 28 de Junho de 2023: Boston Celtics para Detroit Pistons[8]
  - Detroit adquiriu os direitos de draft de Marcus Sasser
  - Boston adquiriu os direitos de draft de James Nnaji e duas futuras escolhas de segunda rodada
6. 23 de Junho de 2023: Indiana Pacers para Denver Nuggets (troca entre quatro equipes com L.A. Lakers e Oklahoma City Thunder)[9][10][11]
  - L.A. Lakers adquiriu os direitos de draft de Maxwell Lewis
  - Denver adquiriu os direitos de draft de Julian Strawther, os direitos de draft de Jalen Pickett, os direitos de draft de Hunter Tyson e uma escolha de segunda rodada de 2024
  - Indiana adquiriu os direitos de draft de Mojave King, uma escolha de primeira rodada de 2024 (de Oklahoma City via Denver) e considerações em dinheiro
  - Oklahoma City adquiriu uma escolha de primeira rodada de 2029
7. 28 de Junho de 2023: Boston Celtics para Charlotte Hornets
  - Boston adquiriu os direitos de draft de Colby Jones e Mouhamed Gueye
  - Charlotte adquiriu os direitos de draft de James Nnaji
8. 23 de Junho de 2023: San Antonio Spurs para Minnesota Timberwolves[12]
  - Minnesota adquiriu os direitos de draft de Leonard Miller
  - San Antonio adquiriu escolhas de segunda rodada de 2026 e 2028
9. 28 de Junho de 2023: Boston Celtics para Sacramento Kings[13][14]
  - Sacramento adquiriu os direitos de draft de Colby Jones
  - Boston adquiriu os direitos de draft de Jordan Walsh e uma escolha de segunda rodada de 2024
10. 28 de Junho de 2023: Washington Wizards para Chicago Bulls[15]
  - Chicago adquiriu os direitos de draft de Julian Phillips
  - Washington adquiriu as escolhas de segunda rodada de 2026 e 2027 do Chicago
11. 23 de Junho de 2023: Orlando Magic para Milwaukee Bucks[16]
  - Milwaukee adquiriu os direitos de draft de Andre Jackson Jr.
  - Orlando adquiriu a escolha de segunda rodada de 2030 do Milwaukee e considerações em dinheiro
12. 28 de Junho de 2023: Boston Celtics para Atlanta Hawks[17]
  - Atlanta adquiriu os direitos de draft de Mouhamed Gueye
  - Boston adquiriu uma escolha de segunda rodada de 2027
13. 22 de Junho de 2023: Washington Wizards para Golden State Warriors[18]
  - Golden State adquiriu os direitos de draft de Trayce Jackson-Davis
  - Washington adquiriu considerações em dinheiro